# Тамарана
Тамарана (порт. Tamarana) — муниципалитет в Бразилии, входит в штат Парана. Составная часть мезорегиона Северо-центральная часть штата Парана. Входит в экономико-статистический  микрорегион Лондрина. Население составляет 10 365 человек на 2006 год. Занимает площадь 472,153 км². Плотность населения — 22,0 чел./км².

## История
Город основан в 1997 году.

## Статистика
- Валовой внутренний продукт на 2003 год составляет 71 709 980,00 реалов (данные: Бразильский институт географии и статистики).
- Валовой внутренний продукт на душу населения на 2003 год составляет 7123,98 реалов (данные: Бразильский институт географии и статистики[1]).
- Индекс развития человеческого потенциала на 2000 год составляет 0,683 (данные: Программа развития ООН).

## География
Климат местности: субтропический. В соответствии с классификацией Кёппена, климат относится к категории Cfa.